# Mareau-aux-Prés
Mareau-aux-Prés is een gemeente in het Franse departement Loiret (regio Centre-Val de Loire). De plaats maakt deel uit van het arrondissement Orléans. Mareau-aux-Prés telde op 1 januari 2022 1.669 inwoners.

## Geografie
De oppervlakte van Mareau-aux-Prés bedroeg op 1 januari 2022 13,34 vierkante kilometer; de bevolkingsdichtheid was toen 125,1 inwoners per km².

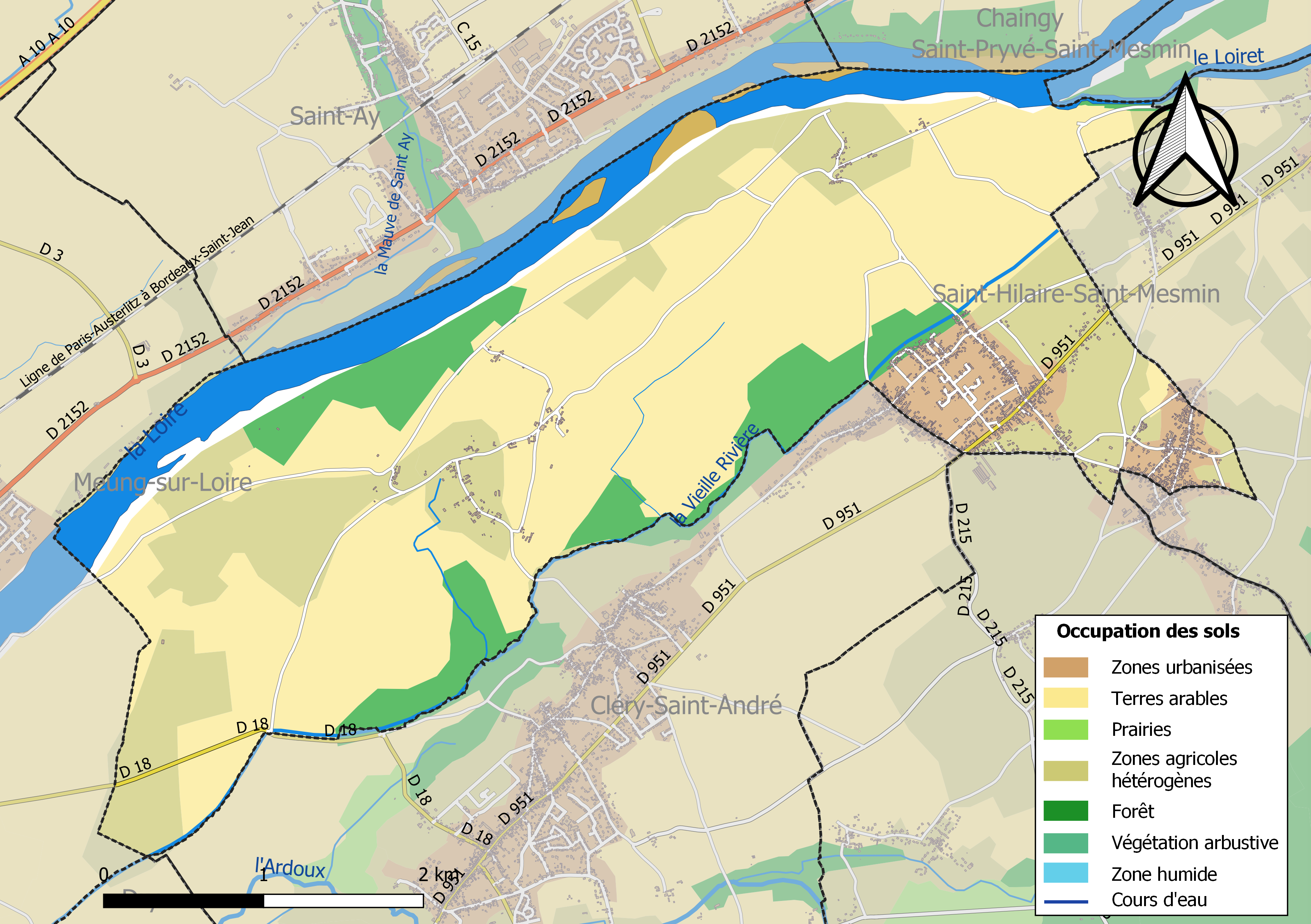
Kaart van de gemeente met de belangrijkste infrastructuur, bodemgebruik en omliggende gemeenten

## Demografie
Onderstaande figuur toont het verloop van het inwonertal (bron: INSEE-tellingen).